# Speak Now (Taylor's Version)
Speak Now (Taylor's Version) es el tercer álbum de estudio regrabado de la cantante y compositora estadounidense Taylor Swift, publicado el 7 de julio de 2023 a través de Republic Records. Es una regrabación del tercer álbum de estudio Speak Now (2010), siguiendo la contramedida de Swift contra el cambio de propiedad de los másteres de sus primeros seis álbumes de estudio. La cantante anunció el lanzamiento el día 5 de mayo de 2023 en Nashville, Tennessee, durante un recital de su sexta gira musical The Eras Tour. El álbum fue recibido de forma positiva por parte de la crítica especializada, siendo un punto de controversia el cambio de letra en la canción ''Better Than Revenge'', puesto que parte del público lo calificó como "innecesario", además la canción "If This Was a Movie" fue agregada a Fearless (Taylor's Version) debido a ser la única canción que cuenta con un coescritor, a diferencia del resto del álbum.

## Antecedentes
La primera vez que hice Speak Now fue completamente escrito por mí entre las edades de 18 y 20. Las canciones que vinieron de ese momento en mi vida fueron marcadas por brutal honestidad, confesiones diaristas sin filtros y melancolía salvaje. Amo este álbum porque cuenta una historia de crecer, sacudirse, volar, estrellarse… y vivir para hablarlo.
Swift sobre Speak Now, vía Twitter

El tercer álbum de estudio de la cantante y compositora estadounidense Taylor Swift, Speak Now, fue lanzado el 25 de octubre de 2010 por Big Machine Records. Descrito como un álbum conceptual sobre confesiones acerca del amor, el romance, el desamor y el perdón, Speak Now amplió el estilo country pop de su trabajo anterior, Fearless (2008) pero con un mayor enfoque al rock, con influencias de bluegrass, pop punk, pop rock y soft rock. El álbum hizo historia musical al reclamar el mayor recuento de ventas de una semana para un álbum de country con 1,047,000 copias, siendo el segundo álbum consecutivo de Swift en debutar en el primer puesto de la lista Billboard 200 en Estados Unidos. Además, recibió reseñas generalmente positivas de los críticos de música, quienes elogiaron la composición y los temas de Swift.

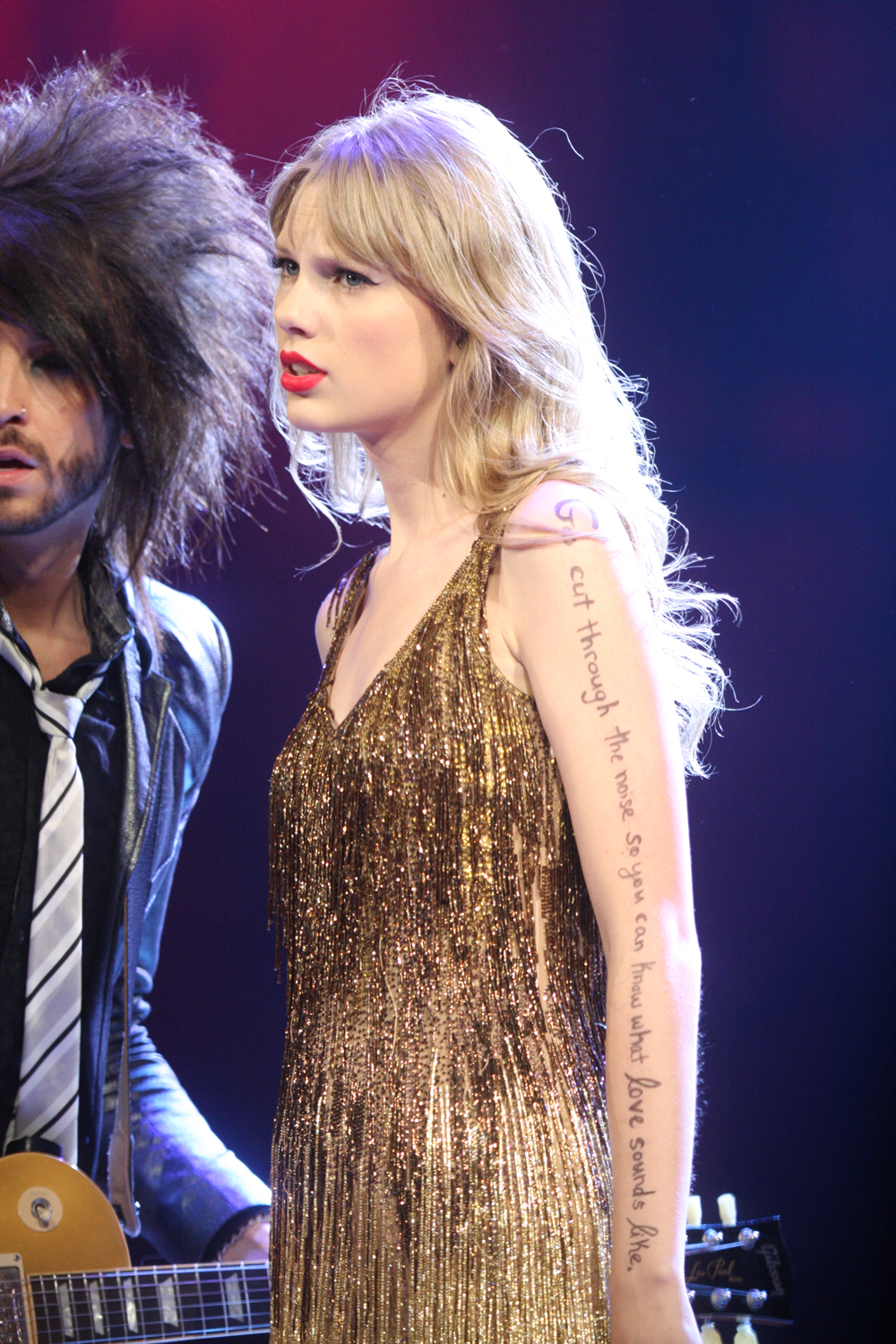
Swift en su gira Speak Now World Tour en 2012.

Según su contrato de trece años de exclusividad con Big Machine, Swift lanzó seis álbumes de estudio bajo el sello desde 2006 hasta 2017. A fines de 2018, el contrato con el sello expiró; por lo tanto, se retiró de Big Machine y firmó un nuevo contrato de grabación con Republic Records, una división de Universal Music Group, que le aseguró los derechos para poseer los másteres de la nueva música que lanzaría. En 2019, el empresario estadounidense Scooter Braun y su empresa Ithaca Holdings adquirieron Big Machine. Como parte de la adquisición, la propiedad de los másteres de los primeros seis álbumes de estudio de Swift, incluido Speak Now, se transfirió a Braun. En agosto de 2019, Swift denunció la compra del sello por parte de Braun y anunció que volvería a grabar sus primeros seis álbumes de estudio con el fin de poseer sus másteres ella misma. En noviembre de 2020, Braun vendió los másteres a Shamrock Holdings, una firma de capital privado estadounidense propiedad de Disney bajo las condiciones de que Braun e Ithaca Holdings continuarán beneficiándose económicamente de los álbumes. Swift comenzó la serie de regrabaciones en noviembre de 2020.
Fearless (Taylor's Version), el primero de sus seis álbumes regrabados, fue lanzado el 9 de abril de 2021. Logró un éxito comercial y de la crítica, y debutó en el número uno en la lista Billboard 200 como el primer álbum regrabado en la historia en encabezar la lista. Siete meses después, Red (Taylor's Version) fue lanzado a éxito comercial y aclamación crítica el 12 de noviembre de 2021, debutando nuevamente en el primer puesto de la lista Billboard 200. La versión de 10 minutos de duración del tema «All Too Well» de la reedición de Red debutó en el primer lugar de la lista Hot 100 de Billboard, convirtiéndose en la canción más larga de la historia en encabezar dicho conteo, y adicionalmente, el cortometraje All Too Well: The Short Film dirigido por la propia Swift, recibió un galardón a Mejor Vídeo Musical en la 65.ª edición de los Premios Grammy.
Tras meses de especulación sobre el lanzamiento de Speak Now (Taylor's Version), tales como pistas y huevos de Pascua en los vídeos musicales de «Bejeweled» y «Lavender Haze» de su álbum de 2022 Midnights, Swift anunció oficialmente el lanzamiento de la regrabación el 5 de mayo de 2023, durante un recital de su sexta gira The Eras Tour en el Nissan Stadium de Nashville, Tennessee.

## Lanzamiento
Speak Now (Taylor's Version) se lanzó el 7 de julio de 2023, lo que lo convierte en el tercer álbum regrabado de Swift. La regrabación de «If This Was a Movie», una de las tres canciones de la edición de lujo del álbum original, se lanzó como sencillo promocional y se incluyó en una compilación de streaming con la temática Fearless (Taylor's Version) el 17 de marzo de 2023. La edición de vinilo estándar de Speak Now (Taylor's Version) es un conjunto de tres discos LP de color violeta jaspeado. También se lanzarían dos variantes jaspeadas de color lila y orquídea.
El 5 de junio de 2023, Swift anunció la lista de canciones de Speak Now (versión de Taylor). Contendría 22 pistas: las regrabaciones de las 14 canciones originales de la edición estándar, «Ours» y «Superman», las dos restantes de las pistas originales de la edición de lujo, y seis canciones inéditas de From the Vault que fueron escritas para el álbum de 2010 pero nunca fueron incluidas. También reveló que los actos invitados del álbum serían Fall Out Boy y Hayley Williams, quienes fueron citados por Swift como influencias en sus letras mientras escribía Speak Now.
El 24 de junio, 13 días antes del lanzamiento del álbum, Swift mostró un fragmento de «Mine» en las redes sociales. El 29 de junio, una breve vista previa de «Back to December» apareció en el tráiler oficial de la segunda temporada de la serie de Amazon Prime Video The Summer I Turned Pretty. Swift estrenó el vídeo musical de la pista de bóveda «I Can See You» durante la primera fecha del Eras Tour de Kansas City el 7 de julio, y fue lanzado simultáneamente en su canal de YouTube. Dirigido y escrito por Swift, el video presenta a los actores Taylor Lautner, Joey King y Presley Cash, siendo estas últimas dos actrices estelares en el vídeo de «Mean» en 2011.

## Recepción crítica
Speak Now (Taylor's Version) recibió críticas positivas de los críticos. En Metacritic , que asigna un promedio ponderado basado en las calificaciones de las publicaciones, el álbum obtuvo una puntuación de 78 según seis reseñas, lo que indica «críticas generalmente favorables».

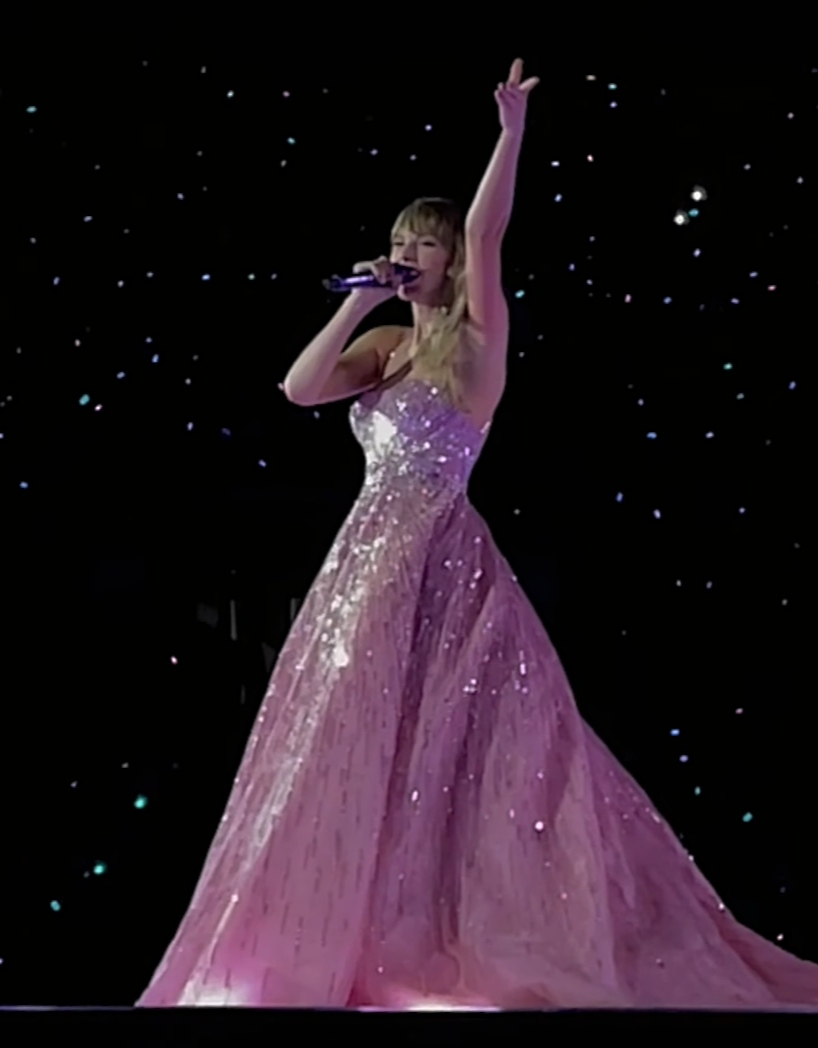
Swift interpretando «Enchanted» en Tampa durante su sexta gira musical The Eras Tour.

Maura Johnston de Rolling Stone declaró que Speak Now (Taylor's Version) «amplía nuestra imagen de un álbum histórico», con una calidad de producción «más valiente». El crítico británico de la misma revista, Mark Sutherland, escribió que «la fuerza elemental y potenciadora y el dolor latente que hicieron del Speak Now original un registro tan notable permanece sorprendentemente intacto». Annabel Nugent de The Independent, Poppie Platt de The Daily Telegraph, y Will Hodgkinson de The Times elogiaron la producción más nítida del álbum, el peso emocional y la fuerte voz de Swift. Kelsey Barnes de The Line of Best Fit complementó la catarsis del álbum que representa con precisión la adolescencia, mientras que Bobby Oliver de Spin admiró la «elegancia rockera» del álbum y la «interpretación vocal madura y texturizada» de Swift.
El cambio de la letra en «Better Than Revenge» fue un punto común de controversia en las reseñas. La mayoría de los críticos lo calificaron de innecesario. Otros opinaron que las nuevas letras eran más maduras y representaban el cambio de perspectiva de Swift. En una reseña menos favorable del álbum, Laura Snapes de The Guardian abordó que la voz de Swift, a pesar de ser «mucho más rica» que en 2010, ha perdido su «tono juvenil».

## Lista de canciones
Todas las canciones escritas y compuestas por Taylor Swift. 
| Lista de canciones de Speak Now (Taylor's Version) |                                                                                                 |              |                               |          |  |
| N.º                                                | Título                                                                                          | Escritor(es) | Productor(es)                 | Duración |  |
| 1.                                                 | «Mine» (Taylor's Version)                                                                       | Taylor Swift | Taylor Swift Christopher Rowe | 3:50     |  |
| 2.                                                 | «Sparks Fly» (Taylor's Version)                                                                 | Swift        | Swift Rowe                    | 4:20     |  |
| 3.                                                 | «Back to December» (Taylor's Version)                                                           | Swift        | Swift Rowe                    | 4:53     |  |
| 4.                                                 | «Speak Now» (Taylor's Version)                                                                  | Swift        | Swift Rowe                    | 4:00     |  |
| 5.                                                 | «Dear John» (Taylor's Version)                                                                  | Swift        | Swift Rowe                    | 6:43     |  |
| 6.                                                 | «Mean» (Taylor's Version)                                                                       | Swift        | Swift Rowe                    | 3:57     |  |
| 7.                                                 | «The Story of Us» (Taylor's Version)                                                            | Swift        | Swift Rowe                    | 4:25     |  |
| 8.                                                 | «Never Grow Up» (Taylor's Version)                                                              | Swift        | Swift Rowe                    | 4:50     |  |
| 9.                                                 | «Enchanted» (Taylor's Version)                                                                  | Swift        | Swift Rowe                    | 5:52     |  |
| 10.                                                | «Better than Revenge» (Taylor's Version)                                                        | Swift        | Swift Rowe                    | 3:37     |  |
| 11.                                                | «Innocent» (Taylor's Version)                                                                   | Swift        | Swift Rowe                    | 5:02     |  |
| 12.                                                | «Haunted» (Taylor's Version)                                                                    | Swift        | Swift Rowe                    | 4:02     |  |
| 13.                                                | «Last Kiss» (Taylor's Version)                                                                  | Swift        | Swift Rowe                    | 6:09     |  |
| 14.                                                | «Long Live» (Taylor's Version)                                                                  | Swift        | Swift Rowe                    | 5:17     |  |
| 15.                                                | «Ours» (Taylor's Version)                                                                       | Swift        | Swift Rowe                    | 3:55     |  |
| 16.                                                | «Superman» (Taylor's Version)                                                                   | Swift        | Swift Rowe                    | 4:34     |  |
| 17.                                                | «Electric Touch» (featuring Fall Out Boy) (Taylor's Version) (From The Vault)                   | Swift        | Swift Aaron Dessner           | 4:26     |  |
| 18.                                                | «When Emma Falls in Love» (Taylor's Version) (From The Vault)                                   | Swift        | Swift Dessner                 | 4:12     |  |
| 19.                                                | «I Can See You» (Taylor's Version) (From The Vault)                                             | Swift        | Swift Jack Antonoff           | 4:33     |  |
| 20.                                                | «Castles Crumbling» (featuring Hayley Williams of Paramore) (Taylor's Version) (From The Vault) | Swift        | Swift Antonoff                | 5:06     |  |
| 21.                                                | «Foolish One» (Taylor's Version) (From The Vault)                                               | Swift        | Swift Dessner                 | 5:11     |  |
| 22.                                                | «Timeless» (Taylor's Version) (From The Vault)                                                  | Swift        | Swift Antonoff                | 5:21     |  |

Todas las canciones escritas y compuestas por Taylor Swift. 
| Lista de canciones de Speak Now (Taylor's Version) - Digital Deluxe Edition |                                                        |              |                               |          |  |
| N.º                                                                         | Título                                                 | Escritor(es) | Productor(es)                 | Duración |  |
| 1.                                                                          | «Dear John» (Taylor's Version) (Live From Mineapolis)  | Swift        | Taylor Swift Christopher Rowe | 7:09     |  |
| 2.                                                                          | «Last Kiss» (Taylor's Version) (Live From Kansas City) | Swift        | Taylor Swift Christopher Rowe | 6:12     |  |

## Personal
Músicos
- Taylor Swift - voz (todos los temas), coros (1-16)
- Mike Meadows - guitarra acústica (1-16), coros (1-3, 5, 7, 8, 11, 13-16, 18), Hammond B3 (1-3, 5, 7, 12, 14, 16), mandolina (2, 3, 6, 7, 12, 16), palmas (4, 6), órgano (4), banjo (6), guitarra eléctrica (10)
- Amos Heller - bajo (1-7, 9-16), palmas (4, 6)
- Matt Billingslea - batería, percusión (1-7, 9-16); palmas (4, 6), vibráfono (5)
- Max Bernstein - guitarra eléctrica (1-6, 10-12, 14, 16), sintetizador (1, 5, 7, 11, 14), pads de sintetizador (3), guitarra acústica (7, 13), cuerdas (11), teclados (15)
- Paul Sidoti - guitarra slide (1), guitarra eléctrica (2-7, 9-16), guitarra acústica (3, 6), ukelele (15)
- David Cook - piano (2, 5, 11, 12-14)
- Jonathan Yudkin - violín (2, 6)
- London Contemporary Orchestra[37] - cuerdas (3, 9)
- Liz Huett - voces de fondo (4, 6, 7, 16)
- Caitlin Evanson - voz de fondo (6, 11, 14)
- Christopher Rowe (productor discográfico)|Christopher Rowe]] - voz de fondo (9, 18, 22)
- Brian Pruitt - batería programación (10, 13, 14)
- Aaron Dessner - guitarra acústica, bajo, sintetizador (17, 18, 21); guitarra eléctrica (17, 18), percusión (17, 21), piano (18, 21), programación de batería (21)
- Josh Kaufman - guitarra eléctrica, órgano (17, 18, 21); piano (17, 21), guitarra acústica (17), banjo (18); teclados, sintetizador (21)
- Thomas Bartlett - teclados, piano, sintetizador (17)
- Benjamin Lanz - sintetizador (17, 18, 21)
- James McAlister - sintetizador (17, 18, 21); batería, percusión (18, 21); programación de batería (21)
- Joe Russo - batería, percusión (17)
- Patrick Stump - guitarra eléctrica, voz (17)
- James Krivchenia - batería (18), percusión (18)
- Jack Antonoff - guitarra acústica, bajo, guitarra eléctrica (19, 20, 22); programación, sintetizador (19, 20); guitarra acústica de 12 cuerdas, coros, teclados (19); batería, piano (20); Mellotron (22)
- Sean Hutchinson - batería, percusión (19, 20, 22)
- Mikey Freedom Hart - guitarra eléctrica (19), sintetizador (19, 20), piano electrónico Wurlitzer (19)
- Evan Smith - saxofón (19, 20, 22), flauta (20, 22); guitarra eléctrica, órgano, sintetizador (22), ukelele (22)
- Eric Byers - violonchelo (20)
- Bobby Hawk - violín (20)
- Hayley Williams - voz (20)

Técnicos
- Randy Merrill - masterización
- Serban Ghenea - mezcla (1-16, 19, 20, 22)
- Jonathan Low - mezcla, ingeniería (17, 18, 21)
- David Payne - ingeniería (1-16)
- Derek Garten - edición, ingeniería, programador (1-16)
- Jeremy Murphy - ingeniería (3, 9, 12)
- Aaron Dessner - ingeniería (17, 18, 21)
- David Hart - ingeniería (19, 20)
- Evan Smith - ingeniería (19, 20, 22)
- Jack Antonoff - ingeniería (19, 20, 22)
- Laura Sisk - ingeniería (19, 20, 22)
- Mikey Freedom Hart - ingeniería (19, 20)
- Sean Hutchinson - ingeniería (19, 20, 22)
- Eric Byers - ingeniería (20)
- Jon Gautier - ingeniería (20)
- Bryce Bordone - ingeniería de mezclas (1-16, 19, 20, 22)
- Christopher Rowe - ingeniería vocal
- Taylor York - ingeniería vocal (20)
- Lowell Reynolds - edición, asistencia de ingeniería (1-16)
- Bella Blasko - ingeniería adicional (17, 18)
- Benjamin Lanz - ingeniería adicional (17, 18)
- James McAlister - ingeniería adicional (17, 18)
- Thomas Bartlett: ingeniería adicional (17)
- Patrick Stump - ingeniería adicional (17)
- John Rooney - asistencia de ingeniería (19, 20, 22)
- Jon Sher - asistencia de ingeniería (19, 20, 22)
- Megan Searl - asistencia de ingeniería (19, 20, 22)

## Posicionamiento en listas
| Chart (2023)                               | Peak position |
| ------------------------------------------ | ------------- |
| Argentina (CAPIF)                          | 1             |
| Australia (ARIA)                           | 1             |
| Australia Australian Country Albums (ARIA) | 1             |
| Bélgica (Ultratop flamenca)                | 1             |
| Bélgica (Ultratop valona)                  | 2             |
| Canadá (Billboard Canadian Albums)         | 1             |
| República Checa (ČNS IFPI)                 | 3             |
| Dinamarca (Hitlisten)                      | 6             |
| Países Bajos (Album Top 100)               | 1             |
| Finlandia (Suomen Virallinen Lista)        | 6             |
| Francia (SNEP)                             | 2             |
| Hungría (MAHASZ)                           | 3             |
| Islandia (Plötutíðindi)                    | 3             |
| Irlanda (IRMA)                             | 1             |
| Italia (FIMI)                              | 4             |
| Japón (Oricon)                             | 38            |
| Japón (Billboard Japan)                    | 28            |
| Lituania (AGATA)                           | 10            |
| Nueva Zelanda (RMNZ)                       | 1             |
| Noruega (VG-lista)                         | 2             |
| Polonia (ZPAV)                             | 3             |
| Escocia (Scottish Albums Chart)            | 1             |
| Eslovaquia (ČNS IFPI)                      | 3             |
| España (PROMUSICAE)                        | 1             |
| Suecia (Sverigetopplistan)                 | 1             |
| Reino Unido (UK Albums Chart)              | 1             |
| Estados Unidos (Billboard 200)             | 1             |
| Estados Unidos (Top Country Albums)        | 1             |

## Historial de lanzamiento
| Región | Fecha              | Formato                                 | Discográfica | Ref.   |
| ------ | ------------------ | --------------------------------------- | ------------ | ------ |
| Varios | 7 de julio de 2023 | Descarga digital, streaming, CD, vinilo | Republic     | [ 66 ] |